# 문경현 (정치인)
문경현(文炅鉉, 1946년 12월 11일 ~ )은 대한민국의 정치인이다.강원도 철원군수를 역임했다. 강원도 고성에서 출생하였으며 지난날 한때 강원도 춘천에서 잠시 유아기를 보낸 적이 있는 그는 훗날 강원도 철원에서 성장하였다.

## 학력
- 신철원초등학교 졸업
- 신철원중학교 졸업
- 성동기계공업고등학교 졸업

## 경력
- 1988 강원도 철원군청 문화공보실 실장
- 1998 강원도 철원군청 기획감사실 실장
- 2002.07 ~ 2004.09 제19대 강원도 철원군 부군수
- 2004.11 ~ 2006.06 제34대 강원도 철원군 군수

## 수상
- 홍조근정훈장

## 역대 선거 결과
|  | 29.4% |

|  | 43.74% |